# Науэль-Уапи
Науэ́ль-Уапи́ — озеро в Аргентине на границе между провинциями Неукен и Рио-Негро в северной Патагонии. На языке арауканов его название означает «Остров ягуара».
Озеро имеет площадь 531 км², его максимальная глубина 460 м. Площадь поверхности — 530 км². Высота над уровнем моря — 770 м. У озера продолговатая форма со многими ответвлениями, похожими на фьорды.
Вокруг озера находится старейший аргентинский национальный парк — Науэль-Уапи, основанный в 1934 году и имеет площадь 7 098,9 км². Он простирается в длину на 130 км вдоль аргентинско-чилийской границы. В парке преобладают высокие горы, множество озёр и обширных лесов. На севере к нему присоединяется национальный парк Ланин.
Другой значительный национальный парк в пределах национального парка Nahuel Huapi — это национальный парк Лос-Арраянес. На полуострове Península de Quetrihué находится обширная область первобытного леса, поросшая лумой остроконечной (Luma apiculata). У этих деревьев кора имеет красноватую окраску. Недоступный для туристов лес расположен на самом большом острове озера Исла-Виктория.
Науэль-Уапи — самое большое озеро этого национального парка. Самый важный город на берегу озера — это Сан-Карлос-де-Барилоче, центр аргентинского туризма. Вблизи города расположена важная лыжная область, Cerro Catedral. Другой единственный город на берегу — это Villa La Angostura на севере.
Достойно упоминания прогулочное судно «Modesta Victoria». Оно было построено в 1937 году в Амстердаме и затем разобранное на части было доставлено в Барилоче. С 1938 года «Модеста Виктория» бороздит Науэль-Уапи. Среди прочих на нём путешествовали в 1952 году Че Гевара и Альберто Гранадо к чилийской границе.
Согласно свидетельствам нескольких очевидцев, а также местным индейским легендам, в озере живёт чудовище Науэлито, похожее на плезиозавра.

## Галерея

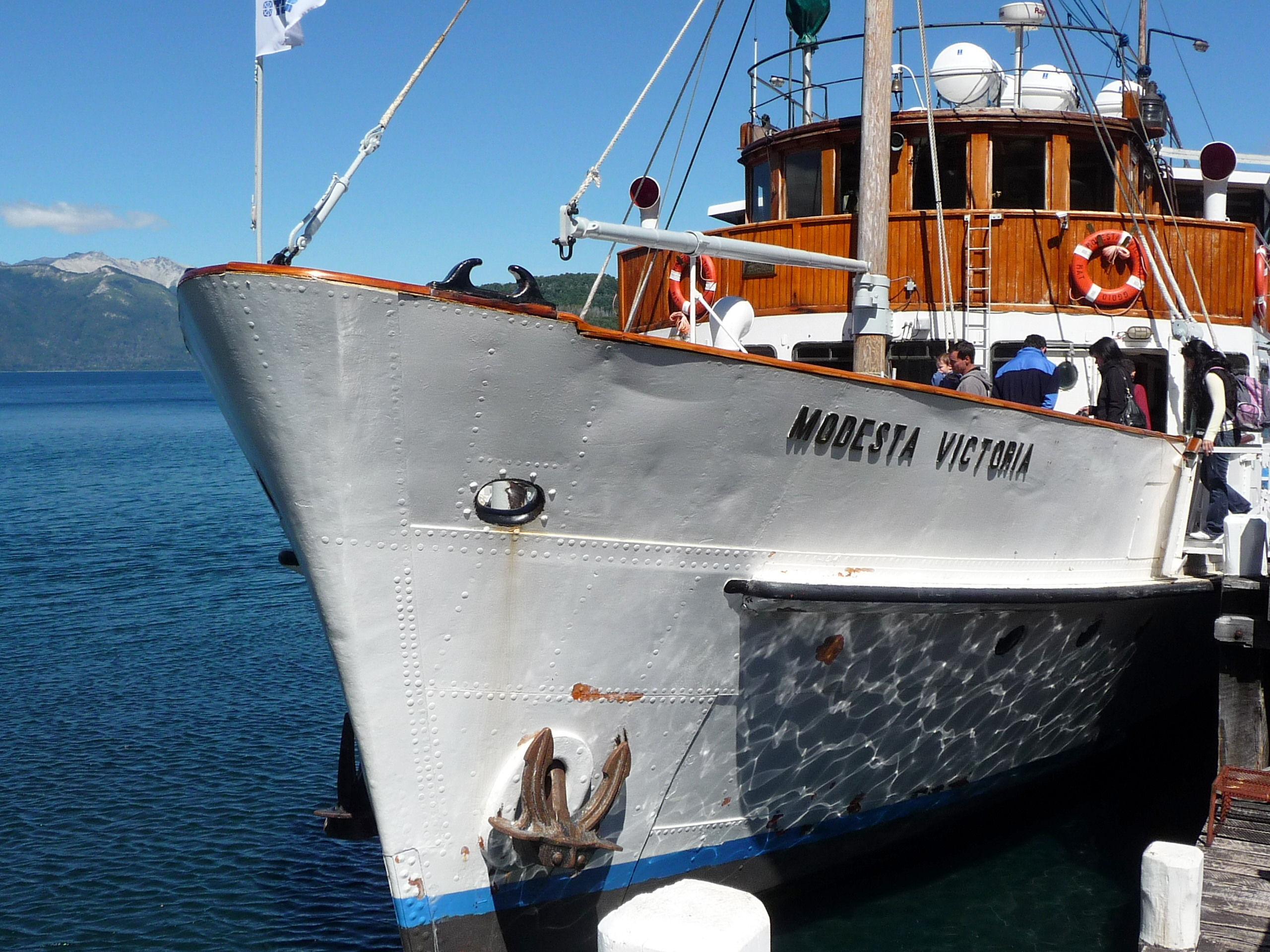
Modesta Victoria
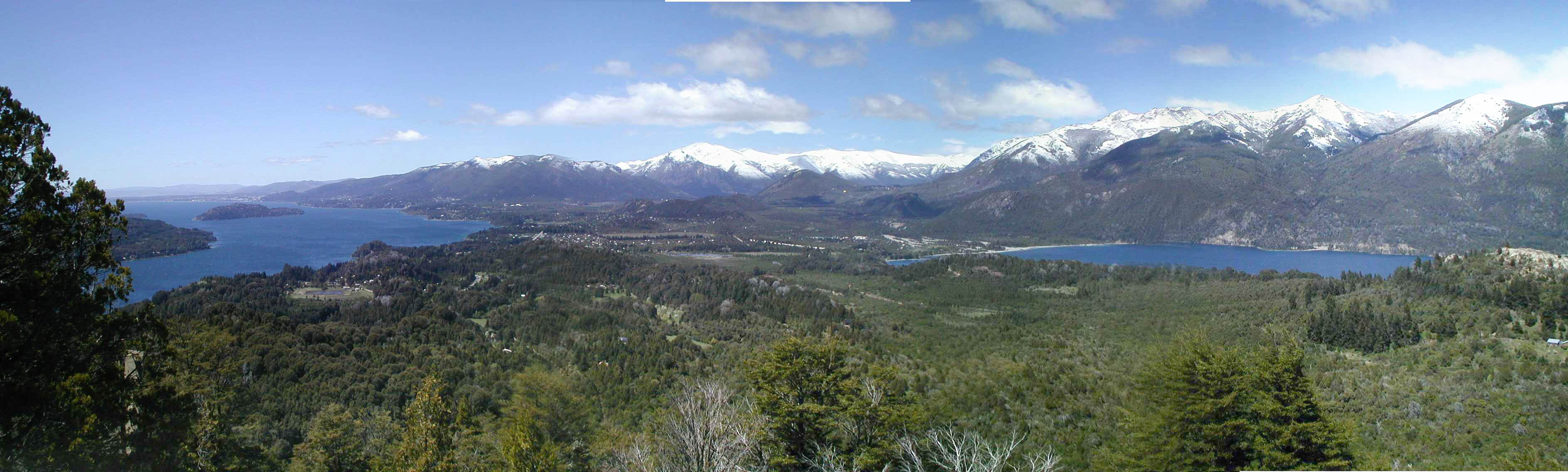
Озеро Науэль-Уапи и город Барилоче
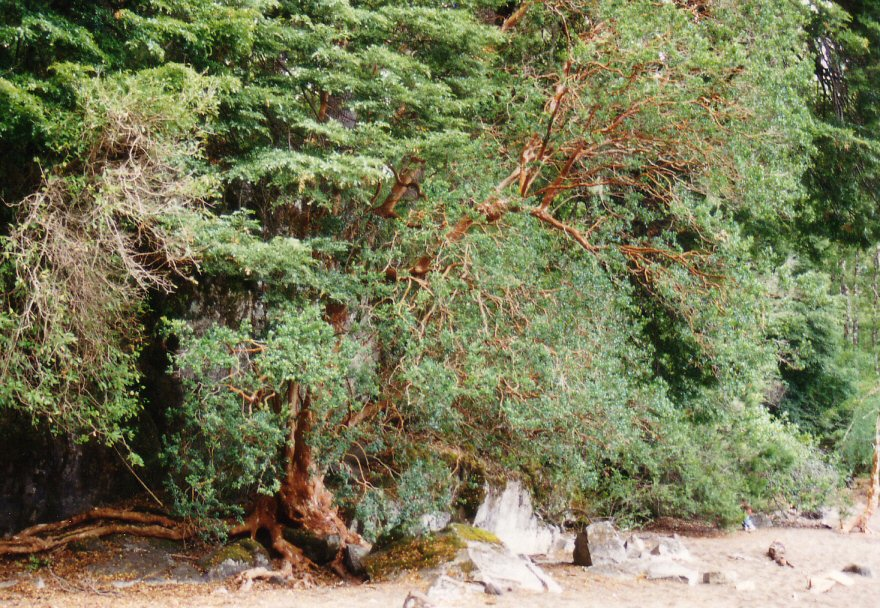
Лума остроконечная (Luma apiculata)
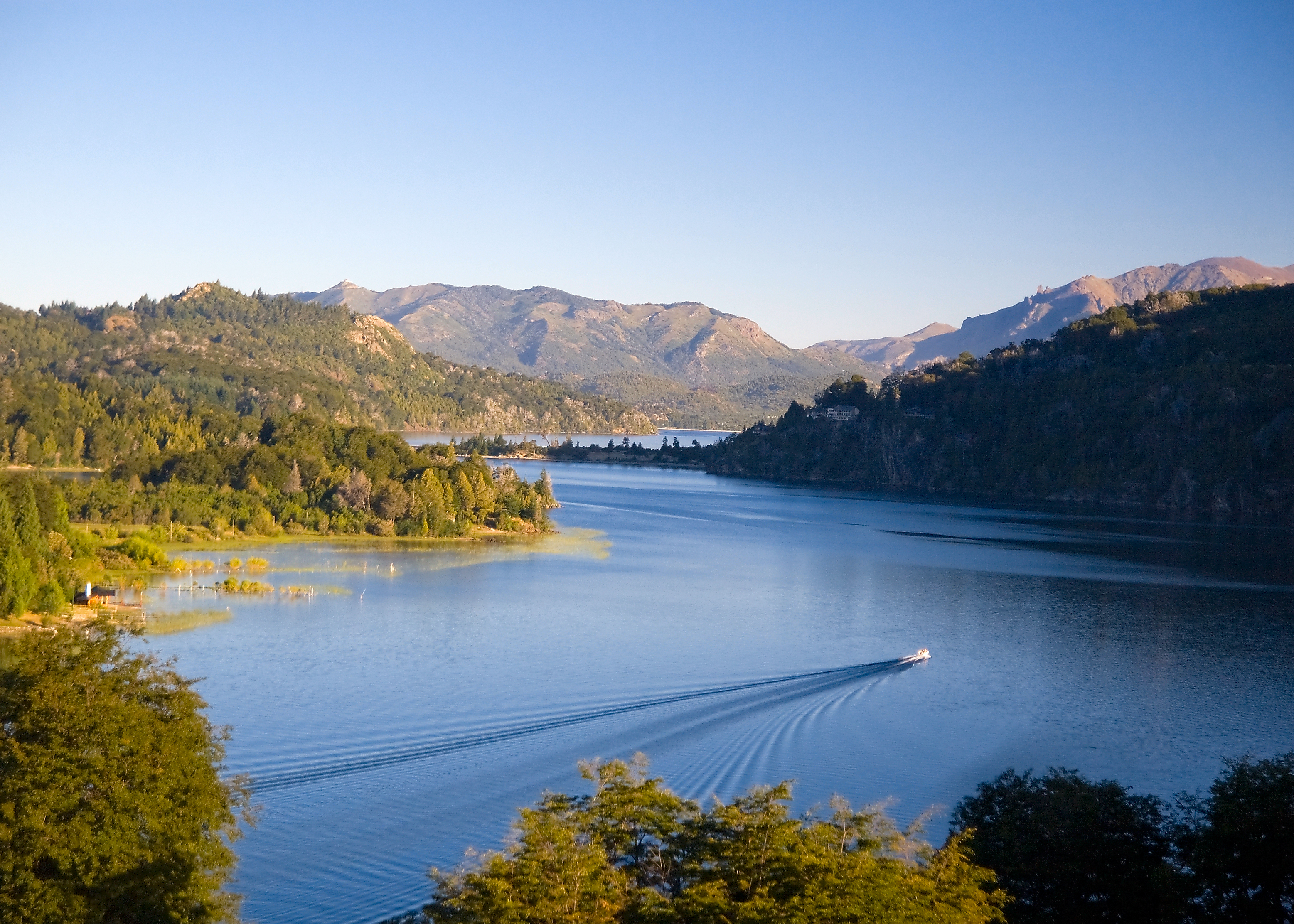
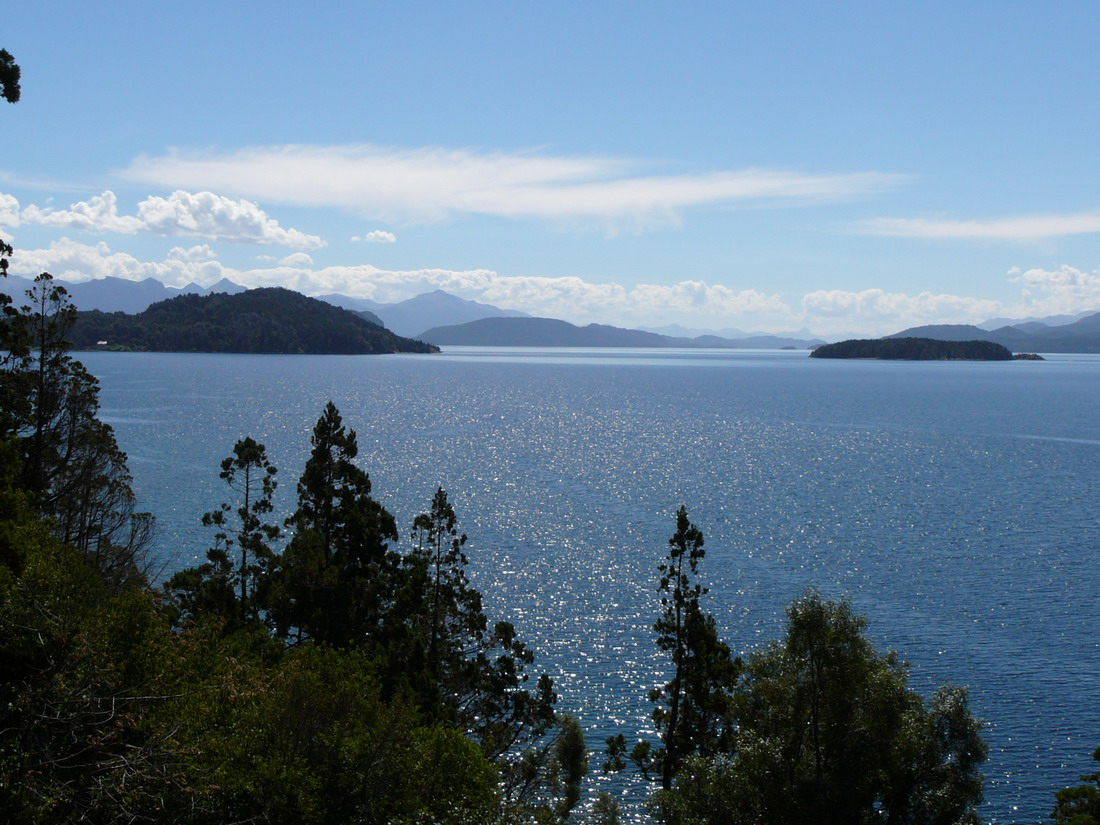
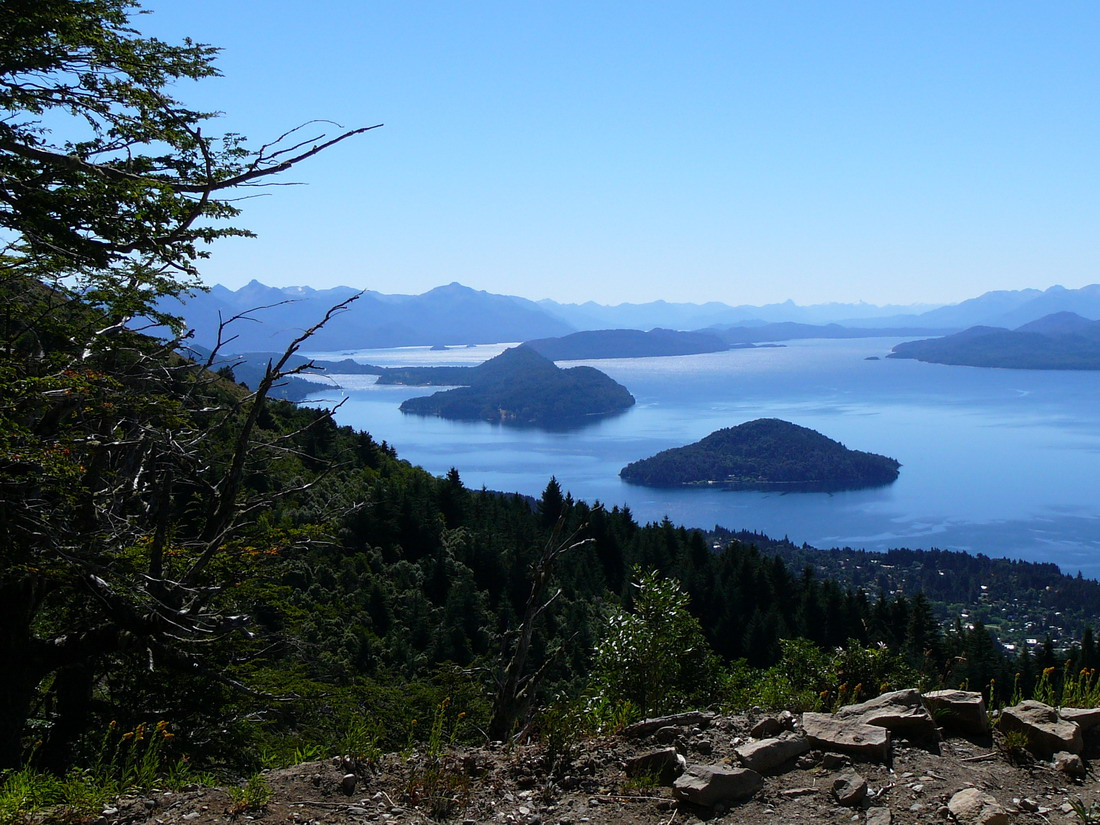